# Monolene microstoma
Monolene microstoma är en fiskart som beskrevs av Cadenat, 1937. Monolene microstoma ingår i släktet Monolene och familjen tungevarsfiskar. Inga underarter finns listade i Catalogue of Life.